# Elizabeth Inglis
Pour les articles homonymes, voir Inglis.
Elizabeth Inglis est une actrice anglaise née le 10 juillet 1913 à Colchester dans l'Essex et décédée le 25 août 2007 à Santa Barbara, Californie.  

## Biographie
Elle est née à Colchester dans l'Essex en 1913. Elle débute au cinéma en 1934 dans Angleterre. Elle déménage à Hollywood en 1940 et joue dans My Love Came Back la même année.
Elle se marie en 1942 avec Sylvester Weaver, un producteur. Il a été président de la NBC de 1953 à 1955. Ils ont eu deux filles, dont l'actrice Sigourney Weaver.  

## Filmographie

### Cinéma
| Année | Titre                                            | Réalisateur          | Rôle                  | Notes                        |
| ----- | ------------------------------------------------ | -------------------- | --------------------- | ---------------------------- |
| 1934  | Borrowed Clothes (en)                            | Arthur Maude         | Barbara               |                              |
| 1935  | Les 39 Marches (The 39 Steps)                    | Alfred Hitchcock     | Pat                   |                              |
| 1937  | Bluff (en)                                       | Marion Gering        | Dolly                 |                              |
| 1937  | Landslide (en)                                   | Donovan Pedelty (en) | Vera Grant            |                              |
| 1937  | Museum Mystery (en)                              | Clifford Gulliver    | Ruth Carter           |                              |
| 1940  | My Love Came Back                                | Curtis Bernhardt     | Une invitée à la fête |                              |
| 1940  | River's End (en)                                 | Ray Enright          | Linda Conniston       | créditée : Elizabeth Earl    |
| 1940  | La Lettre (The Letter)                           | William Wyler        | Adele Ainsworth       | créditée : Elizabeth Earl    |
| 1945  | Cette nuit et toujours (Tonight and Every Night) | Victor Saville       | Joan                  | créditée : Elizabeth Inglise |
| 1986  | Aliens                                           |                      | Amanda Ripley         |                              |

### Télévision
- 1939 : Gas Light (téléfilm)